# Nissan Atlas
Nissan Atlas (яп. 日産・アトラス) — японский легкий грузовой коммерческий автомобиль производства Nissan. Грузовик строится на UD Trucks для японского рынка, и альянсом Renault-Nissan для европейского рынка. Грузовики Atlas малой грузоподъёмности (от 1 до 1,5 тонн) пришли на смену легким Nissan Cabstar и Prince Homer, а грузовики средней грузоподъёмности (от 2 до 4 тонн) заменили тяжелые Nissan Caball и Nissan Clipper. Первый автомобиль с шильдиком Atlas появился в декабре 1981 года. Название восходит к греческой мифологии, где титан Атлант держал на своих плечах Землю.
Atlas также известен как Nissan Cabstar, Renault Maxity, Samsung SV110 и Ashok Leyland Partner, в зависимости от места эксплуатации. Грузовик продается по всему миру.

## Грузовики малой грузоподъёмности (1-1,5 тонны)

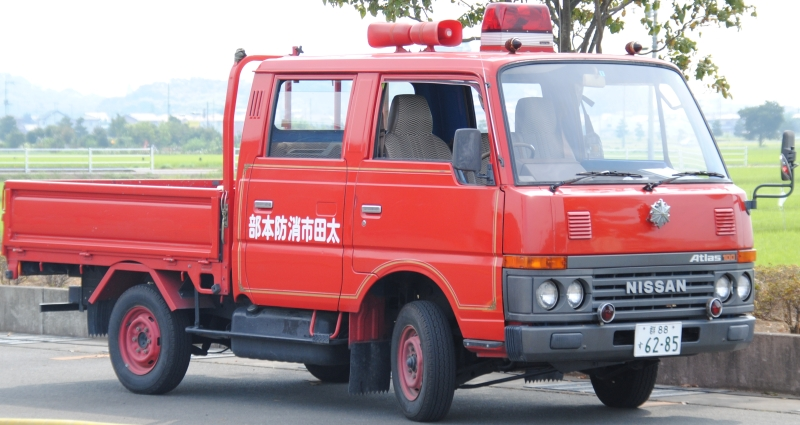
Atlas 100

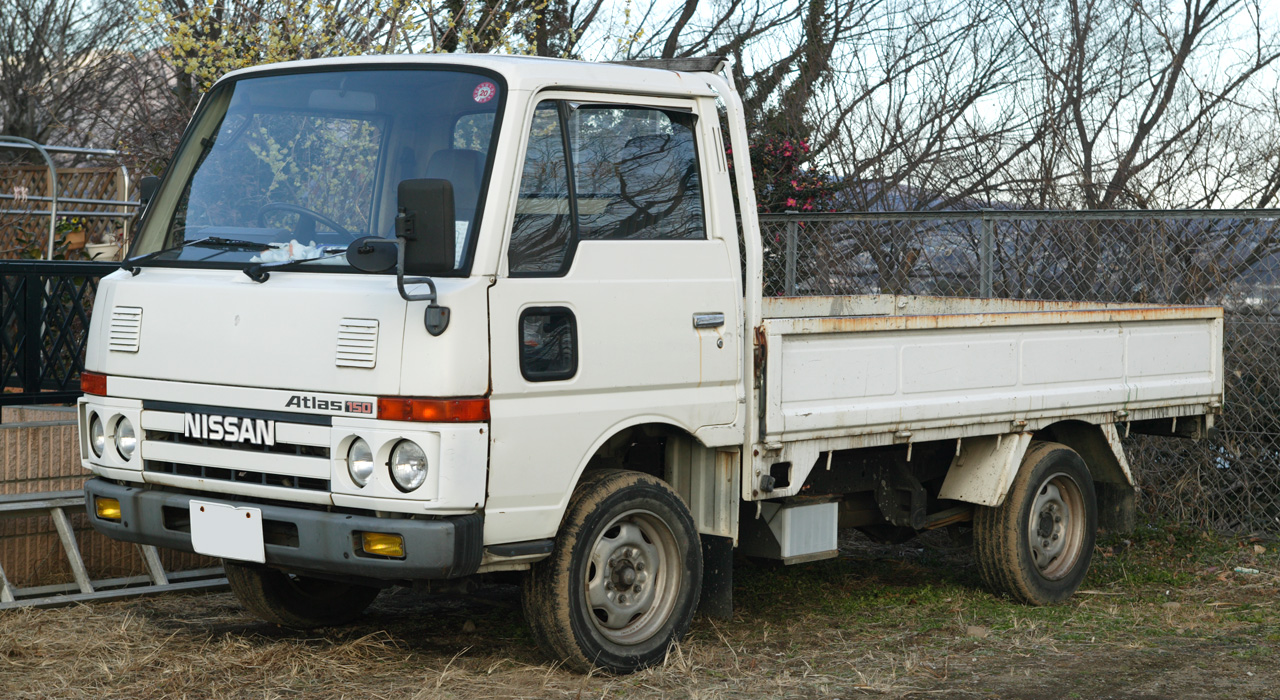
Atlas 150

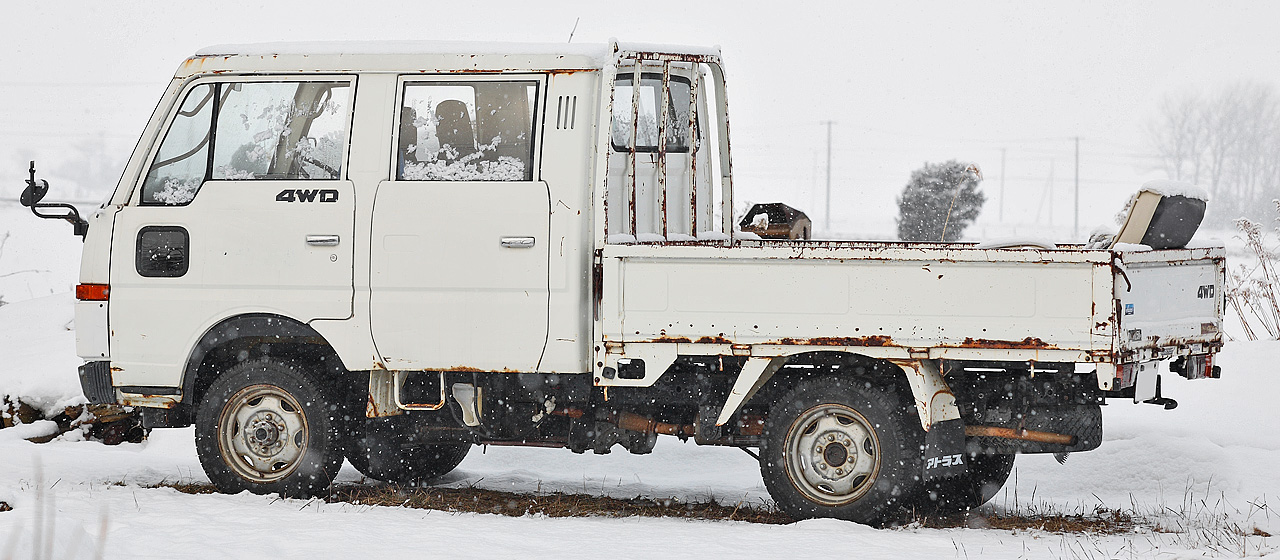
Полноприводный Atlas 150

### F22 (Atlas 100/150, 1982—1992)
В феврале 1982 года преемником модели F20 автомобилей Nissan Cabstar и Prince Homer, становится F22 Atlas 100/150. На автомобиль устанавливались бензиновые двигатели Z20 и Z16, а также дизельные двигатели SD25 и SD23. После появления фургонов и мультистопов, в линейке стали производиться и они. Детали кузова во многом остались такими же, как и на Cabstar/Homer. В мае 1985 года в Индии началось производство Atlas. В ноябре 1986 года была изменена передняя решетка, а дизельные двигатели SD23 и SD25 сменились на TD23 и TD27. В 1986 году появился грузовик-мультистоп. С 1988 года цвет передней решётки с белого стал чёрным. В июне 1990 года сменились бензиновые двигатели: вместо Z16 и Z20 стали устанавливать NA16 и NA20.
В Европе Atlas F22 продавался, как Nissan Cabstar, и стал популярным грузовиком на британском рынке благодаря своей надёжности и грузоподъёмности. Cabstar F22 был доступен на британском рынке с бензиновым двигателем Z20S объёмом 1,952 см3. С 1990 года так же стал доступен Cabstar E. На Тайване F22 продолжал продаваться как Yue Loong Homer. Среди микроавтобусов Atlas конкурировал с Bedford CF и Ford Transit. С увеличением популярности грузовиков на африканском рынке, подавляющее большинство ранних моделей F22 из Великобритании были экспортированы в Африку.

### Второе поколение, F23 (Atlas 10, 1992—2007)
Модель F23 появилась в январе 1992 года. На автомобили устанавливались бензиновые двигатели NA16S и NA20 и дизельные двигатели TD23 и TD27. В 1995 году изменилась конструкция передней решётки. В июне 1995 года двигатель TD23 сменился на TD25. С августа 1995 года перестал устанавливаться бензиновый двигатель NA16S, а в августе 1997 года начал устанавливаться новый дизельный двигатель QD32. 1 июня 1999 года произошёл незначительный рестайлинг. Изменилась форма передней решетки радиатора и бампер, изменился дизайн интерьера и экстерьера. Целью изменений стала возможность установки бензинового четырёхцилиндрового двигателя DOHC KA20DE (вместо OHC NA20S). Кроме того, появились автомобили грузоподъёмностью на 1,25 и 1,3 тонны. 23 октября 2000 года компанией Autech разработаны автомобили, работающие на сжиженном газе. Доработке подвергся двигатель KA20. 21 августа 2002 года появились электрические стеклоподъёмники, тахометр, а на автомобилях с автоматической коробкой передач появился указатель её положения. 23 августа 2004 года был доработан двигатель QD32.
Вместительность грузовика 3 или 6 человек, в зависимости от кабины (двух- или четырёхдверная). Трансмиссия 4-ст. АКПП или 5-ст. МКПП. Система привода — задний или полный. Габариты: длина 4460/4690 мм, ширина 1695 мм, высота 1930/1980 мм, колёсная база 2515/2335 мм. На F23 устанавливались двигатели:
- 2,3-литровый рядный 4-цилиндровый TD23
- 2,5-литровый рядный 4-цилиндровый TD25
- 2,7-литровый рядный 4-цилиндровый TD27
- 3,2-литровый рядный 4-цилиндровый QD32
- 1,6-литровый рядный 4-цилиндровый NA16S
- 2-литровый рядный 4-цилиндровый NA20
- 2-литровый рядный 4-цилиндровый KA20DE

В США грузовик UD 1400 был похож на Atlas F23, но он оснащался 4,7-литровым турбодизельным двигателем мощностью 175 л. с. Его производство было прекращено в 2010 году.
В Южной Африке Atlas F23 продавался как UD 35 и UD 40, и оснащался 4,2-литровым 6-цилиндровым турбодизельным двигателем мощностью 87 кВт.
В Южной Корее выпускался в 1998 году как Samsung SV110 на местном заводе. В 2000 году Samsung Commercial Vehicles прекратили выпуск своей версии из-за банкротства.

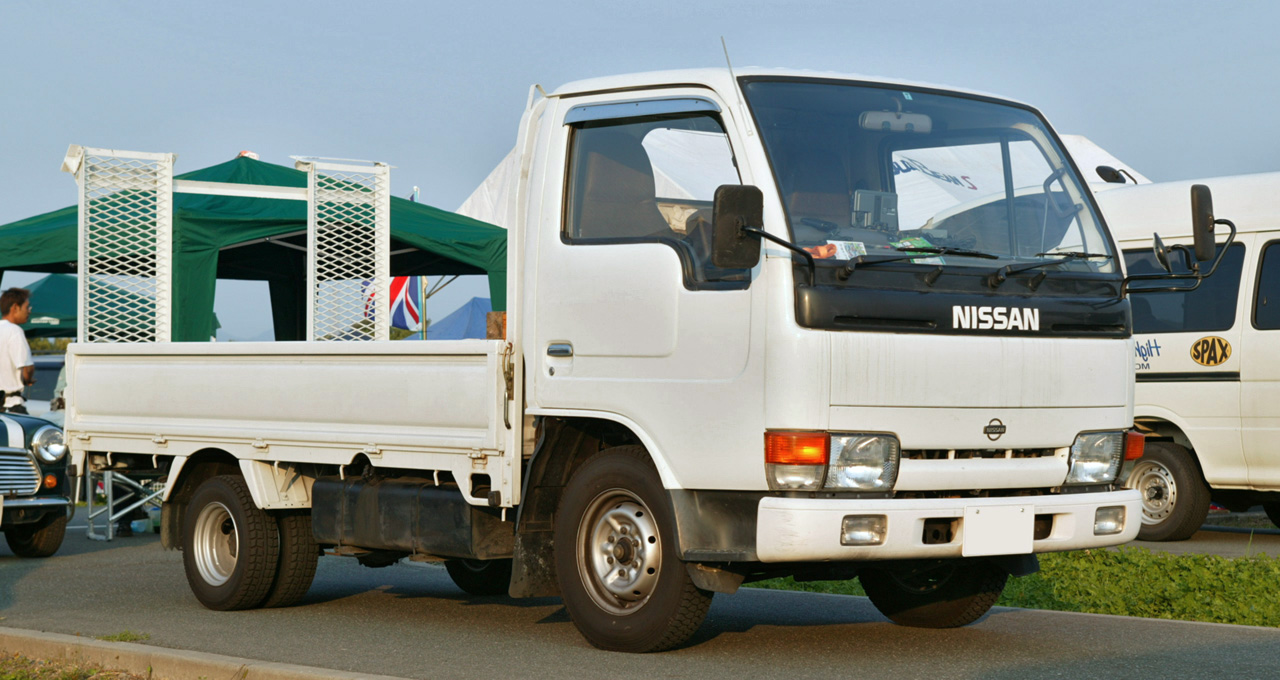
1992-1995
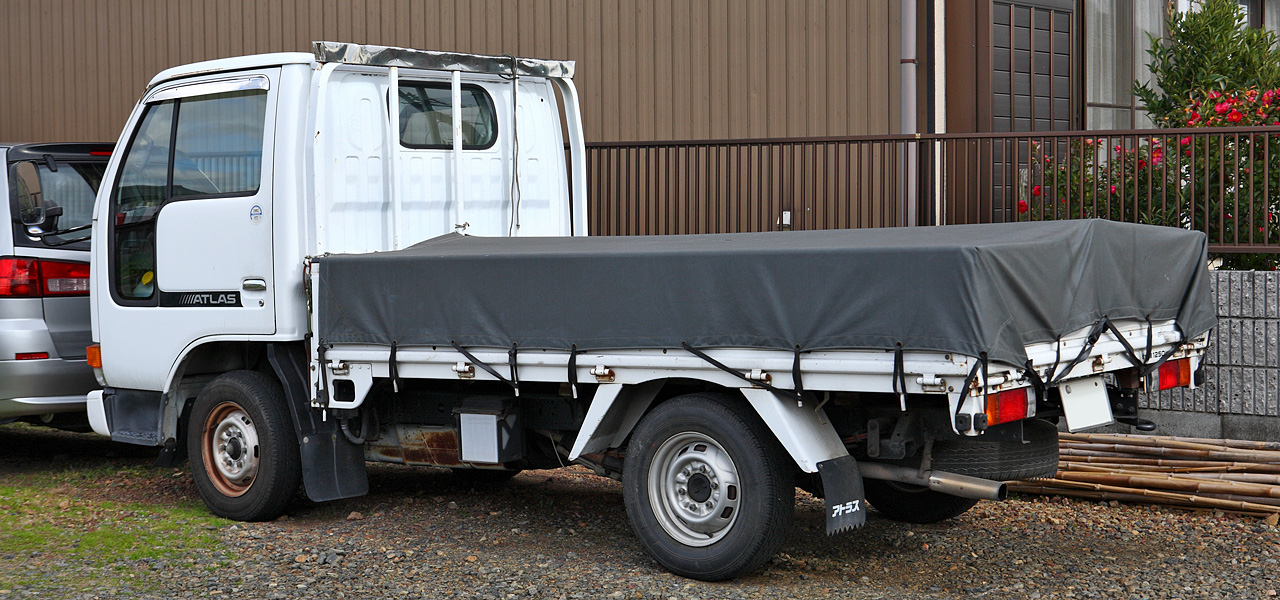
1992-1995, вид сзади
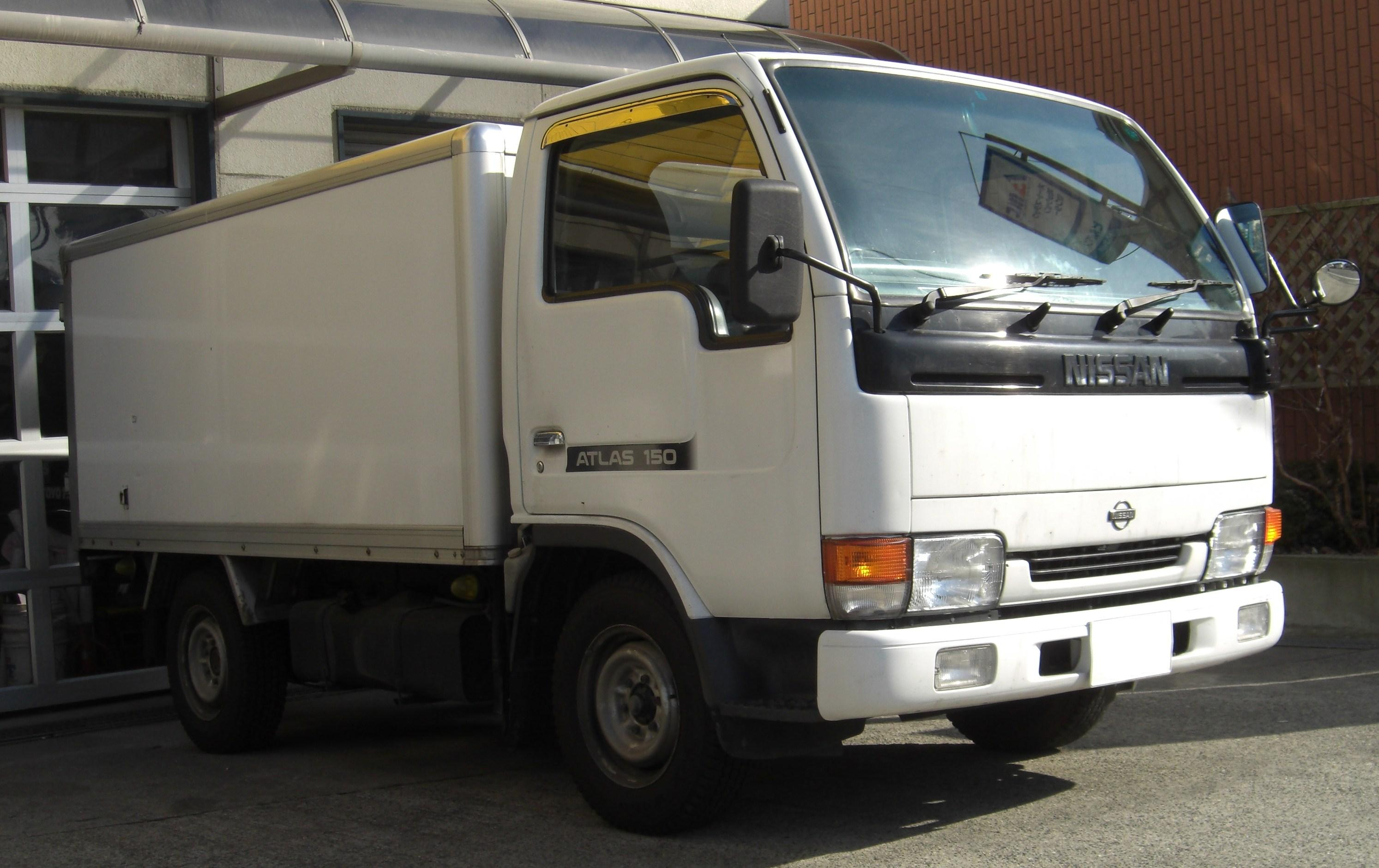
1995-1999
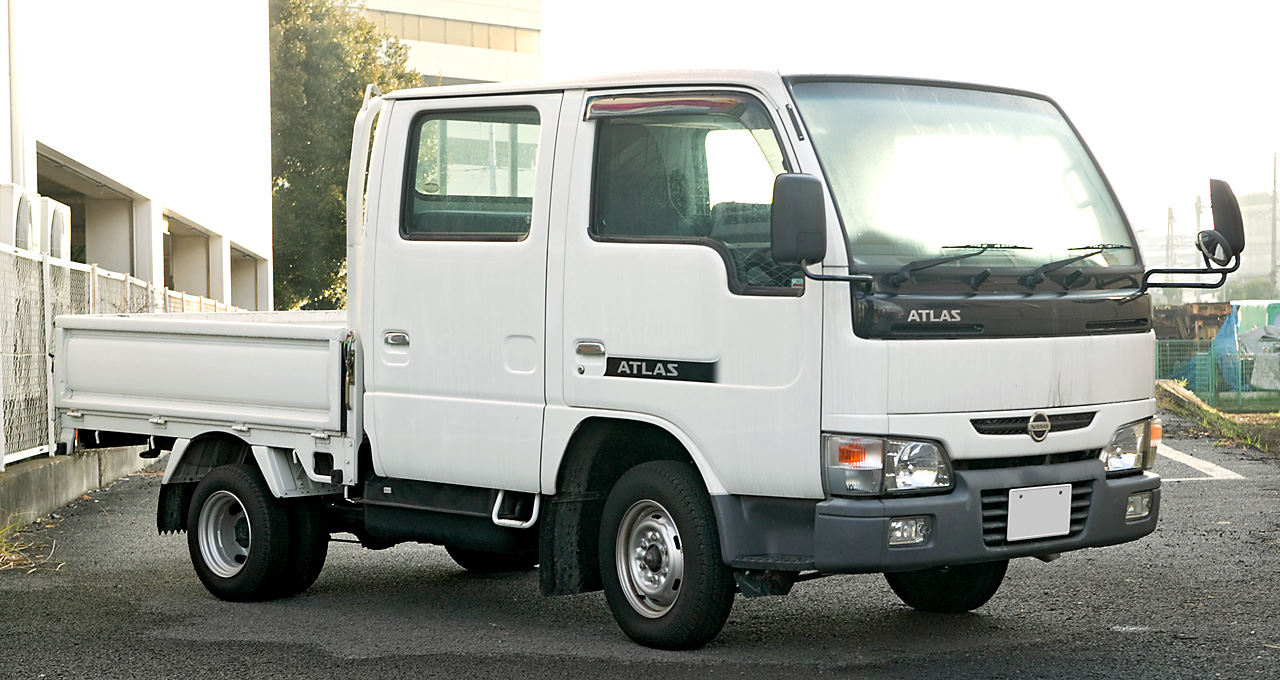
2002-2007
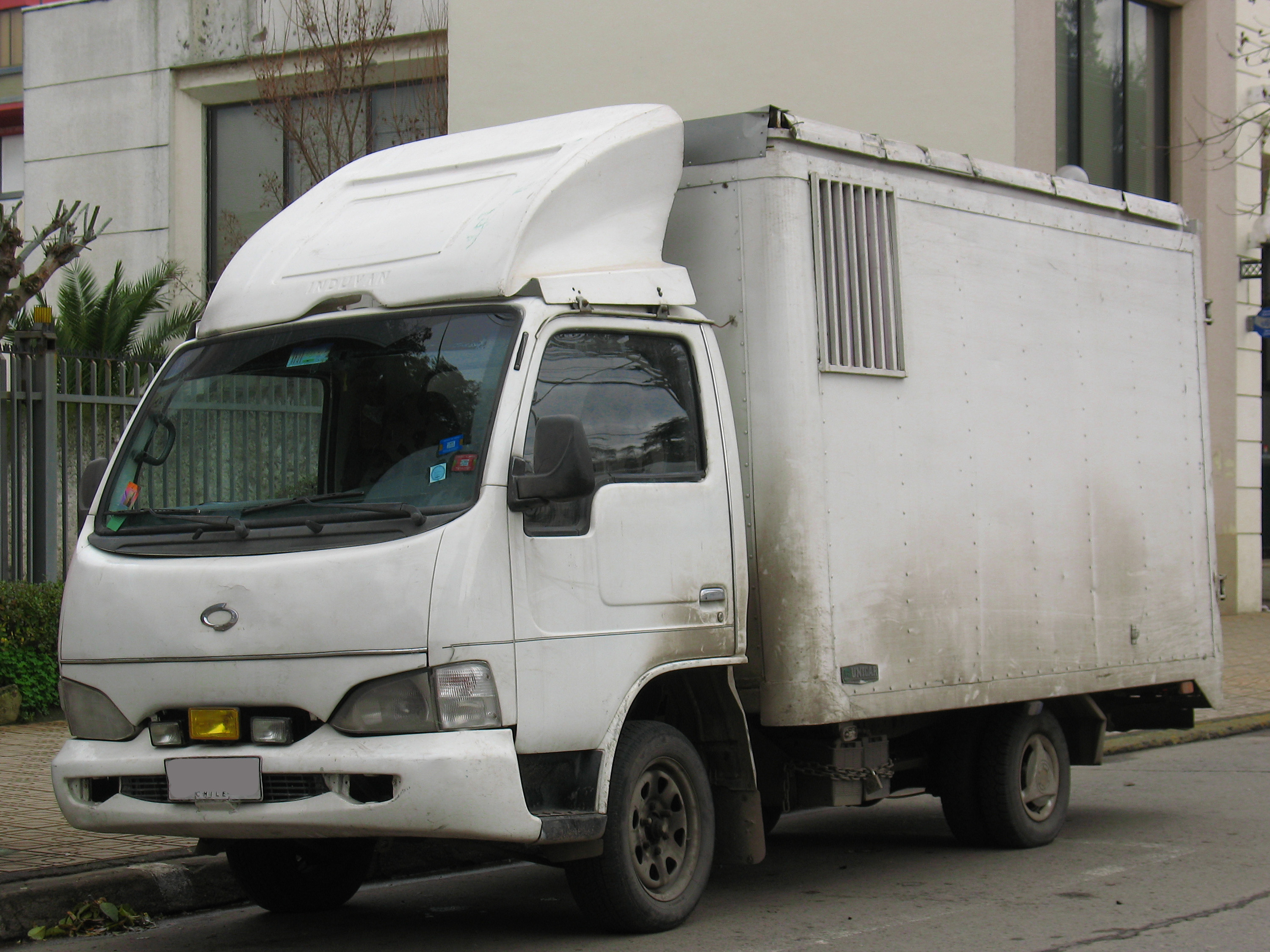
Samsung SV 110 1999

### Третье поколение, F24 (с 2007 года)
20 сентября 2006 года в Европе F24 был впервые представлен как Cabstar. С появлением новой компании «Nissan Motor Light Truck» была разработана новая платформа LDT. Кроме того, в это время европейские и японские стандарты разнились касательно размеров бампера. Грузоподъёмность автомобиля составляла от 1,15 до 2 тонн, на него начали устанавливаться 2,5 бензиновые и 3-литровые турбодизельные двигатели.
С 14 июня 2007 года в Японии началось производство F24. Оснащался грузовик дизельным двигателем ZD30DDTi и бензиновым двигателем QR20DE. Тип коробки передач и максимальная грузоподъёмность зависела от типа двигателя. Так, были доступны 5-ст. автомат, 5-ст. и 6-ст. механика. Максимальная грузоподъёмность у автомобилей составляла 1,5 тонны, 1,75 тонны и 2 тонны. При этом, автомобили грузоподъёмностью 1,75—2 тонны комплектовались 6-ст. коробками.
30 июля 2009 года был доработан двигатель, изменены его выходные характеристики, передаточные числа передач, уменьшен расход топлива. 12 ноября 2009 года в Китае запущено производство NT400 Cabstar. 1 марта 2010 года произошли следующие улучшения: форма повторителя указателя поворота изменена в соответствии с изменёнными правилами осветительного оборудования, в качестве опции появился перчаточный ящик с ключом. 30 августа 2010 года на автомобилях грузоподъёмностью 1,5 т, в соответствии со стандартами 2015, повышена эффективность сгорания топлива в дизельном двигателе (в продаже с 15 сентября). Так же появились новые цвета и дизайн кузовов. 27 октября 2011 года в Токио прошла выставка электрического автомобиля «e-NT400».
С января 2011 года производство F24 трансформировано в Nissan Shatai. В 2011—2012 годах произошли изменения в двигателях, направленные на соответствие стандартам. Понижена степень сжатия дизельного двигателя, изменены системы впрыска топлива и выпуска, уменьшено потребление топлива, изменено соотношение передач трансмиссии. Появился автомобиль грузоподъёмностью 1,85 тонн.
В 2013 году изменилось место водителя, на автомобиль были установлены камеры, расположенные в 4 местах, отражающие окружение грузовика. Так же значительное улучшение получили грузовики-рефрижераторы. 1 апреля 2015 года на дизельных автомобилях уменьшен расход топлива за счет изменения размера шин. В результате 1,5-тонные дизельные полноприводные автомобили достигли новых стандартов экономии топлива 2015 года.
В Индии F24 известен как Ashok Leyland Partner (гражданский грузовик) и Ashok Leyland Garuda (военный грузовик).
В Европе, начиная с 2007 года, Atlas F24 продавался как Nissan Cabstar, заменив F23. Построенный на испанских заводах альянса Renault-Nissan, автомобиль Renault Maxity, аналогичный Atlas, использовал двигатели Nissan YD25DDTi (2,5-литровый турбодизель мощностью 110—130 л. с.) и Nissan ZD30DDTi (3-литровый турбодизель, выдававший 150 л. с.)
Вместительность грузовика 3 или 6 человек, в зависимости от кабины (двух- или четырёхдверная). На F24 устанавливались два рядных 4-цилиндровых двигателя: 2-литровый QR20DE и 3-литровый ZD30DDTi. Трансмиссия 5-ст. и 6-ст. АКПП, 5-ст. и 6-ст. МКПП. Система привода — передний или полный. Габариты: длина 4455/5990 мм, ширина 1695/1885 мм, высота 1990/2175 мм, колесная база 2270/3355 мм. Масса автомобиля 1600—2300 кг.

1,75-2 т
Интерьер F24
Концепт электромобиля e-NT400

## Грузовики средней грузоподъёмности (2-4 тонны)

### H40 (Atlas 200/300, 1981—1992)

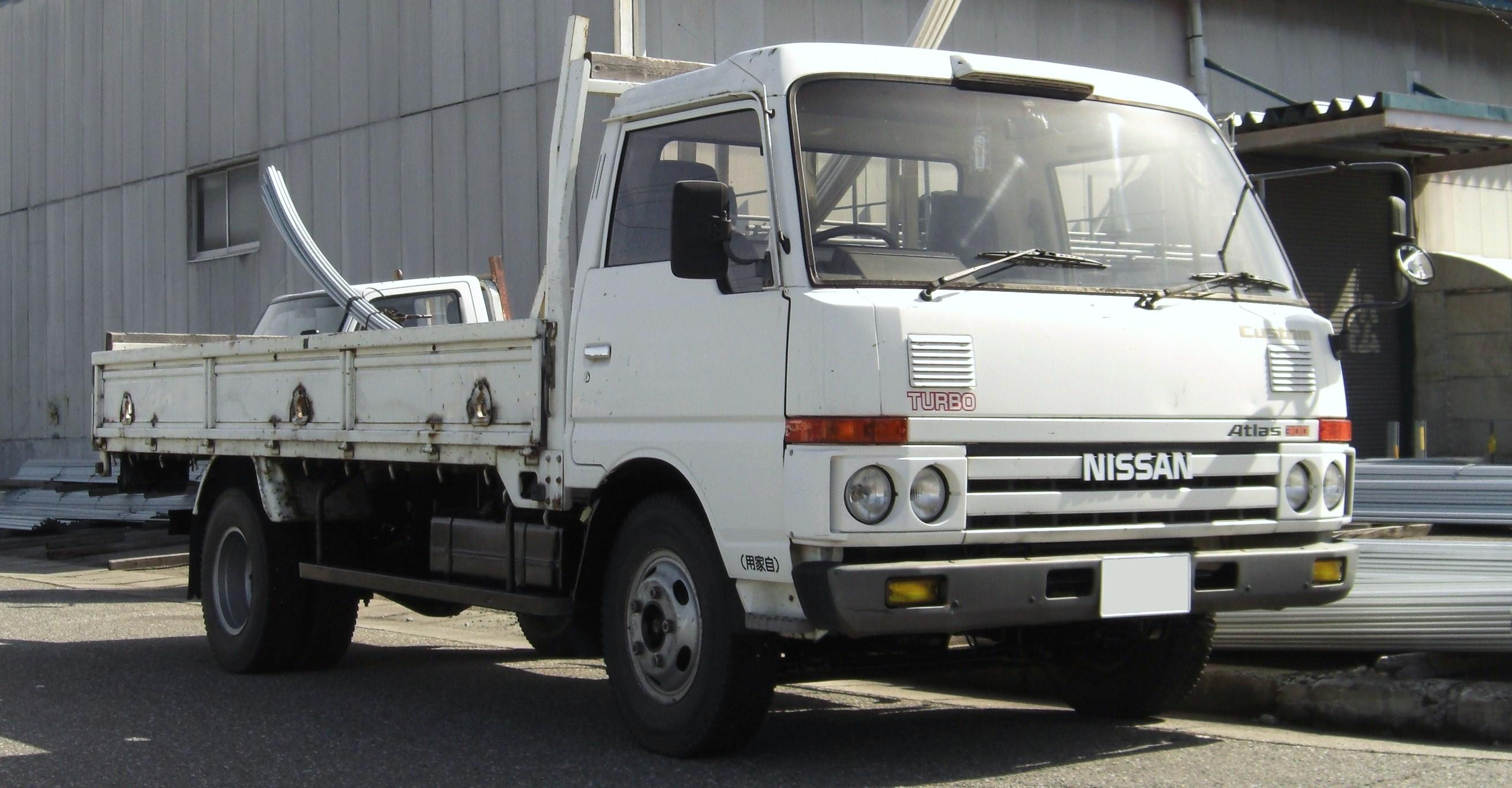
Atlas 300

Производство грузовиков H40 началось с декабря 1981 года, они пришли на смену тяжёлым Nissan Caball и Nissan Clipper. С мая 1985 года стартовало производство Atlas в Индии. В 1986 году была изменена передняя решётка. В 1988 году белые решётки заменили на чёрные. В июне 1990 года вместо бензиновых двигателей Z20 начали устанавливать NA20.
Австралия является важным рынком для Atlas, где он так же пришёл на смену Nissan Caball, продававшегося там с 1970 по 1981 годы. В Австралии Nissan Cabstar как продавался с 1984 по 1992 годы, так и собирался из местных комплектующих.

### Второе поколение, H41 (Atlas 200/300, 1991—1995)

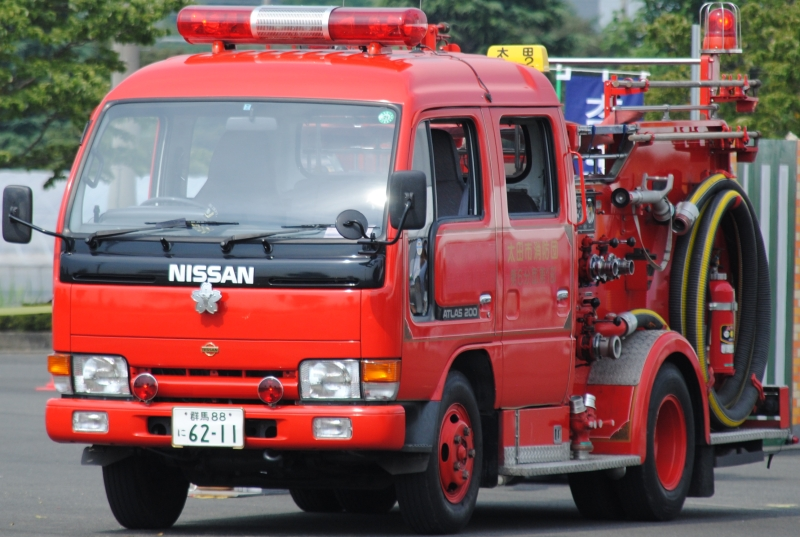
Atlas 200 второго поколения

В октябре 1991 года начал производиться H41, с двигателями FD46, FD42, BD30. В январе 1992 года произошло изменение модели кабины.

### Третье поколение, H42 (Atlas 20/30, 1995—2007)

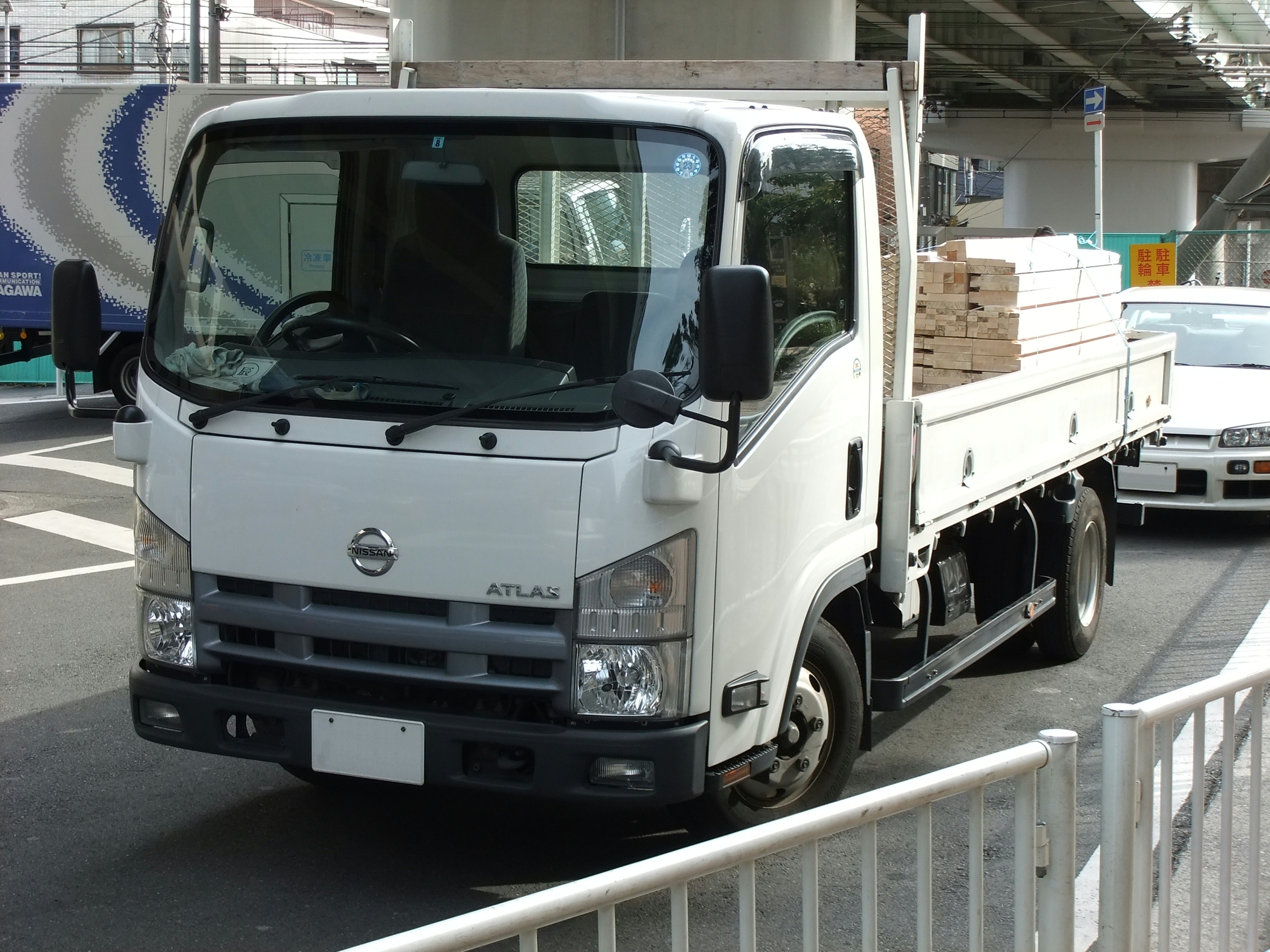
Atlas H43

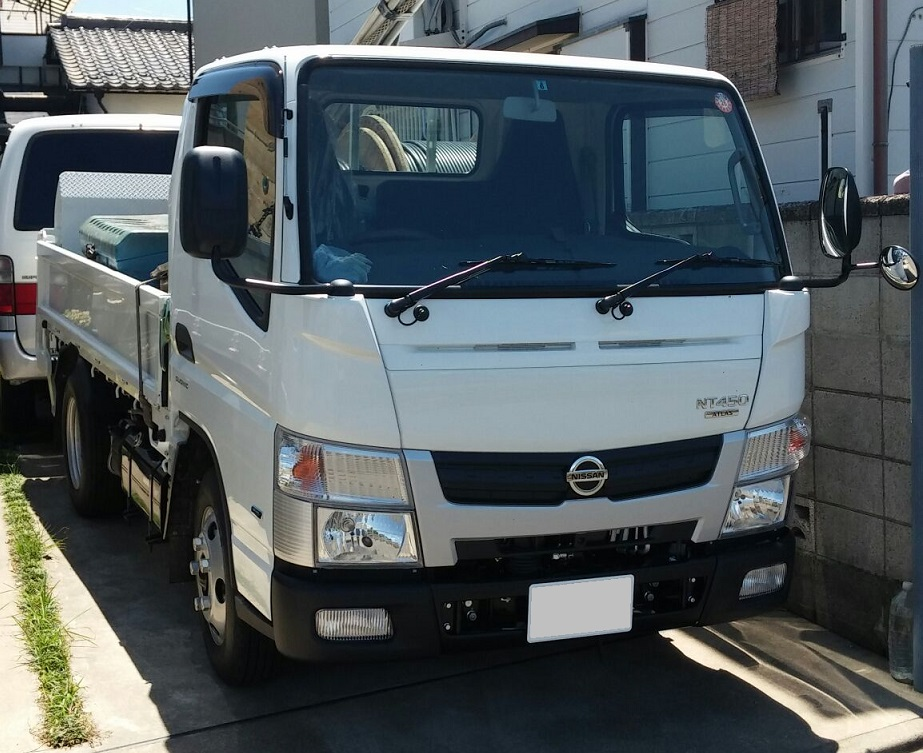
Atlas H44

С июня 1995 года стала производиться модель H42. 26 ноября 1998 года появился Atlas MAX. 13 мая 1999 года произошли изменения в обшивке и с передней решёткой. В 1998 году приведены в соответствие со стандартами уровни выбросов у турбированных моторов объёмом 4,8 и 5,2 литров. 20 декабря 1999 года грузовик стал оборудоваться 3,1-литровым двигателем 4JG2 и 4,6 литровым 4HG1. У грузовика появилась передняя независимая подвеска. 23 октября 2000 года стал устанавливаться двигатель 4HG1. 31 января 2001 года появился автомобиль грузоподъёмностью 3 тонны. 12 июня 2002 года произошли конструктивные изменения передней решётки. 9 июня 2004 года существенно изменился дизайн кабины, по отношению к стандартам безопасности освещения приборов. 10 мая 2005 года грузовик стал оснащаться 4,6-литровым двигателем с системой многоточечного впрыска топлива.
Вместительность грузовика 3, 6 или 7 человек, в зависимости от кабины (двух- или четырёхдверная). Трансмиссия 4-ст. АКПП, 5-ст. или 6-ст. МКПП. Система привода — передний или полный. Габариты: длина 4680/6770 мм, ширина 1695/2180 мм, высота 1695/2375 мм, колесная база 2475/3815 мм. На F23 устанавливались двигатели:

1995-1999
1995-1999, вид сзади
1999-2002
2002-2004
2004-2007

- 3,1-литровый 4JG2
- 4,3-литровый 4HF1/4HF1N
- 4.6-литровый 4HG1
- 4,6-литровый 4HV1
- 4,8-литровый 4HL1N/4HL1-TC
- 5-литровый 4HJ1/4HJ1N
- 5,2-литровый 4HK1-Т

### Четвертое поколение, H43 (2007—2012)
H43 начал производиться с 30 января 2007 года. В 2011 году произошли некоторые изменения в дизельных двигателях, касающиеся экономии топлива и прироста мощности на турбированных моторах. В 2012 году так же произошли изменения в соответствии со стандартами о выбросах 2010 и стандартами безопасности. Грузоподъёмность H43 составила от 1,65 до 4,5 тонн, на них устанавливались 3-литровые или 5,2-литровые дизельные двигатели. В Японии H43 продавался так же как UD Condor.
Вместительность грузовика 3, 6 или 7 человек, в зависимости от кабины (двух- или четырёхдверная). Трансмиссия 5-ст. или 6-ст. МКПП. Система привода — передний или полный. Габариты: длина 4685/6840 мм, ширина 1695/2180 мм, высота 1970/2550 мм, колесная база 2475/3865 мм. На F23 устанавливались дизельные двигатели:
- 3-литровый 4JJ1-TCS
- 4,6-литровый 4HV1
- 5,2-литровый 4HK-1-TCN

### Пятое поколение, H44 (с 2013 года)
8 ноября 2012 года стало известно о начале производства новой модели. Продажи стартовали 8 января 2013 года. На грузовик устанавливается 3-литровый дизельный двигатель 4P10, с низким расходом топлива и высокими экологическими показателями. Трансмиссия 5-ст. механика и 6-ст. автомат.
Вместительность грузовика 3, 6 или 7 человек, в зависимости от кабины (двух- или четырёхдверная). На F23 устанавливаются два 3-литровых двигателя 4P10(T2) и 4P10(T4). Трансмиссия 6-ст. АКПП или 5-ст. МКПП. Система привода — передний или полный. Габариты: длина 4690/6870 мм, ширина 1695/2220 мм, высота 1990/2570 мм, колесная база 2500/3850 мм. Масса автомобиля 2170-3150 кг.

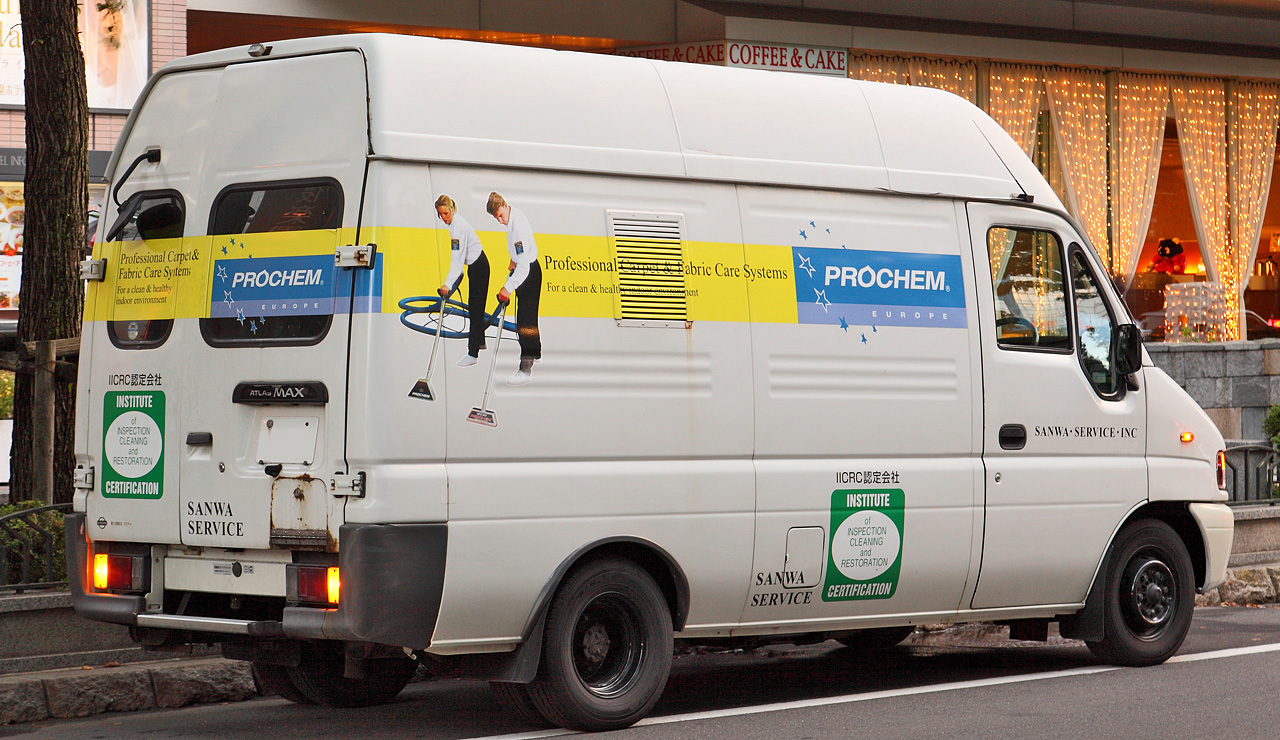
Atlas MAX 1,5 т

## Atlas MAX
26 ноября 1998 года на смену Nissan Atlas Rocco, производившемуся до 1996 года, пришел грузовик-мультистоп Atlas MAX.
- Автомобиль грузоподъёмностью 1,5 тонны: 3,1-литровый дизельный двигатель 4JG2, 5-ст. МКПП/4-ст. АКПП (KC-AHR69K)
- Автомобиль грузоподъёмностью 2 тонны: 4,3-литровый дизельный двигатель 4HF1, 5-ст. МКПП/4-ст. АКПП (KC-AKR66K)
- Автомобиль грузоподъёмностью 2 тонны: 4,3-литровый газовый двигатель 4HF1 (125 л. с.), 5-ст. МКПП (KC-AKR66LAV)